# Olyras crathis
Olyras crathis är en fjärilsart som beskrevs av Doubleday 1847. Olyras crathis ingår i släktet Olyras och familjen praktfjärilar. Inga underarter finns listade i Catalogue of Life.

## Bildgalleri

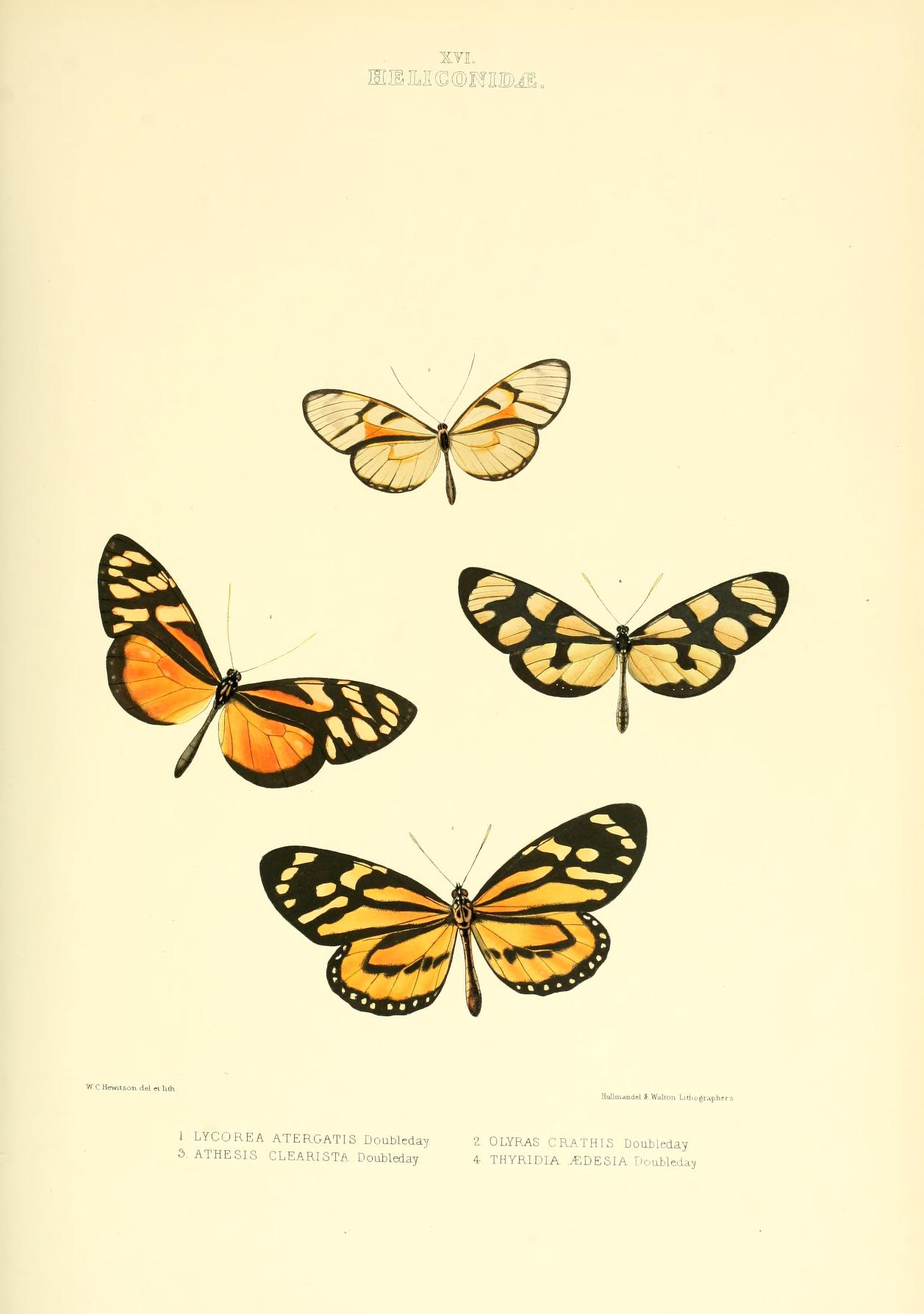